# Körösszög
Körösszög Békés, Csongrád-Csanád és Jász-Nagykun-Szolnok vármegye területén helyezkedik el. A Körös-Maros köze középtáj 7,8%-a. Településeinek száma: 6 darab, ezek közül jelentősebb: Békésszentandrás, Öcsöd, Kunszentmárton. A kistáj 80 és 96 méter közötti tengerszint feletti magasságú, a Hármas-Körös völgyétől a marosi hordalékkúp felé enyhén emelkedő alacsony, ármentes síkság. A felszínt morotvák, elhagyott folyómedrek kusza hálózata tagolja, gyakoriak a 3-4 méter magas kunhalmok. A belvízveszélyes, rossz lefolyású alacsony síksági részek helyenként folyóhátakkal elgátoltak. Szerkezeti-morfológiai szempontból a kistáj egy fiatal (holocén) süllyedékterületre és egy idősebb, folyószabdalta pleisztocén végi (würm) peremvidékre tagolható. Az elsőn a Körös völgyrendszere, illetve ezek feltöltődése a jellemző. A felszín közeli iszapos-agyagos üledékeket gyakran vékony infúziós löszköpeny fedi. Homok az egykori folyógátak parti dűnéihez kapcsolódva a felszín körülbelül 8%-án fordul elő. Gyenge szeizmicitású terület (6º Ms).

## Éghajlat
A napfénytartalom évi összege meghaladja 2000 órát, ebből a nyári negyedévben 820 óra körüli, a téli negyedévben mintegy 200 óra napsütés várható. Az évi középhő-mérséklet. 10,2 °C, a nyári félévé 17,2-17,4 °C. Délnyugaton 550mm, máshol csak 500–530 mm évi csapadékmennyiség várható. A tenyészidőszakban 300–320 mm esőre számíthatunk (Délnyugaton a több). A legtöbb, egy nap alatt lehullott csapadék ezen a tájon 93 mm volt (Nagytőke). Uralkodó szél az északi. Az ariditási index délnyugaton 1,30, máshol 1,33-1,40. Ezek alapján a mérsékelten meleg és a meleg éghajlati öv határán elterülő száraz tájakhoz sorolható.

## Vízrajz
Északon a Hármas-Körösre támaszkodik, amely felveszi a Szarvasi-Holt-Köröst (28 km, 686 km²) és a Nagyéri-főcsatornát (16,5 km, 30 km²). A Hármas-Körös vízjárását a Tisza visszaduzzasztása is befolyásolja. Igen száraz, gyér lefolyású, erősen vízhiányos terület. A legnagyobb árvizek kora nyáron jelentkeznek, míg a helyi csatornák hóolvadás után áradnak meg. Két kis természetes tava (4 hektár) jelentéktelen. A talajvíz mélysége általában meghaladja a 4 m-t. A rétegvíz mennyisége 1-1,5 l/s.km² között van.